# Straight Up
Straight Up is een nummer van de Amerikaanse zangeres Paula Abdul. Het is de derde single van haar debuutalbum Forever Your Girl uit 1988. In november van dat jaar werd het nummer op single uitgebracht in de Verenigde Staten en Canada en in februari 1989 in Europa en Oceanië.
In de (peperdure) videoclip van "Straight Up" is Arsenio Hall te zien, een talkshowhost die in de jaren '80 erg populair was in de Verenigde Staten. In Nederland werd de videoclip destijds op televisie uitgezonden door Veronica in de tv-versie van de Nederlandse Top 40 en het popprogramma Countdown en door de TROS in het popprogramma TROS Popformule.
De single werd vooral in de Verenigde Staten, Canada, Oceanië en West-Europa een grote hit. De single bereikte in Abduls' thuisland de Verenigde Staten de nummer 1-positie in de Billboard Hot 100. Ook in Canada werd de nummer 1-positie bereikt. In Australië werd de 27e positie bereikt en in Nieuw-Zeeland de 6e.
In het Verenigd Koninkrijk werd de 3e positie bereikt in de UK Singles Chart en ook in Duitsland werd de 3e positie bereikt in de hitlijst.
In Nederland was de plaat op donderdag 9 maart 1989 TROS Paradeplaat op Radio 3 en werd mede hierdoor een gigantische hit in de destijds twee hitlijsten op de nationale publieke popzender. De plaat bereikte de 2e positie in de Nationale Hitparade Top 100 en de 3e positie in de Nederlandse Top 40.
In België bereikte de single de 5e positie in zowel de Vlaamse Ultratop 50 als de Vlaamse Radio 2 Top 30.